# Donaugraben
Donaugraben är ett vattendrag i Österrike.   Det ligger i förbundslandet Niederösterreich, i den östra delen av landet, 12 km norr om huvudstaden Wien.
Runt Donaugraben är det i huvudsak tätbebyggt. Runt Donaugraben är det mycket tätbefolkat, med 3 623 invånare per kvadratkilometer.